# Махуика

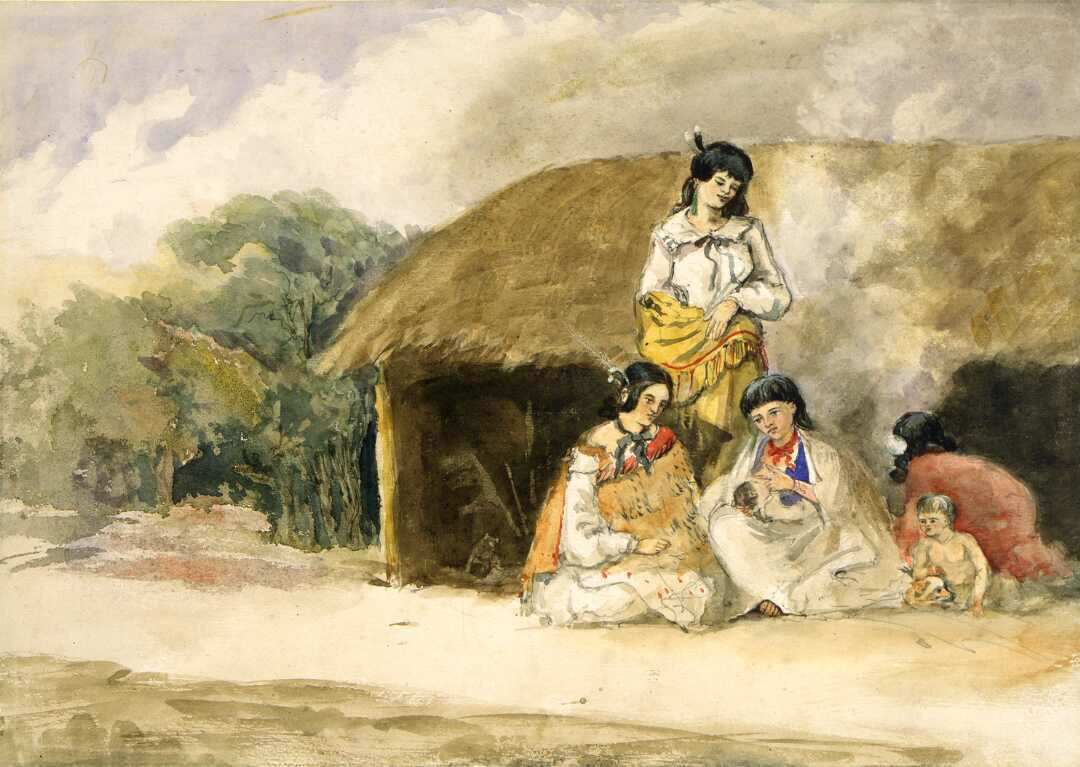
Женщины-маори у костра. Ричард Олдуорт Оливер, 1851

Махуика (маори Mahuika) — богиня огня и бабушка Мауи у маори; бог огня и дедушка Мауи в мифах Туамоту и Маркизских островов.

## Маори
У маори Махуика была сестрой богини подземного мира Хине-нуи-те-по и женой бога-кометы Ауахитурои. Пятеро их детей ассоциируются с пятью ногтями Махуики, по этой причине их имена совпадают с названиями пальцев на маорийском языке: Таконуи (Takonui, большой палец), Такороа (Takoroa, указательный палец), Мапере (Māpere, средний палец), Манава (Mānawa, безымянный палец), Тоити (Tōiti, мизинец).
По маорийской легенде Мауи решил забрать у Махуики огонь, который находился в её ногтях. Он пришёл в подземный мир и попросил бабушку дать ему один из ногтей, а затем несколько раз возвращался за новым, говоря, что огонь потух. Когда у Махуики остался лишь один ноготь — Тоити, — она поняла, что внук её провёл, и в гневе устроила в подземном мире пожар. Огонь впитался в деревья риму, каикомако и тотара, поэтому из их древесины можно получить огонь трением.
Одна из версий смерти Мауи — месть Махуики за убийство четверых своих детей.

## Прочее
В самоанской мифологии Махуике соответствует бог огня Мафуи’э, в мифологии островов Футуна — бог землетрясений Мафуике; на Таити Махуиэ — жена бога огня по имени Ао-ао-ма-ра’и-а.
В мифах Самоа, Туамоту и Маркизских островов Мауи получает огонь, поборов Махуику (Мафуи’э).
Именем Махуики назван подводный кратер у южного побережья Новой Зеландии.